# آرتور آليكسانيان
أرتور آليكسانيان (بالأرمنيَّة: Արթուր Ալեքսանյան) (مواليد 21 أكتوبر 1991) هو مصارع مصارعة يونانية رومانية من أرمينيا. فاز بالميدالية الذهبية في أولمبياد 2020.